# Motivação

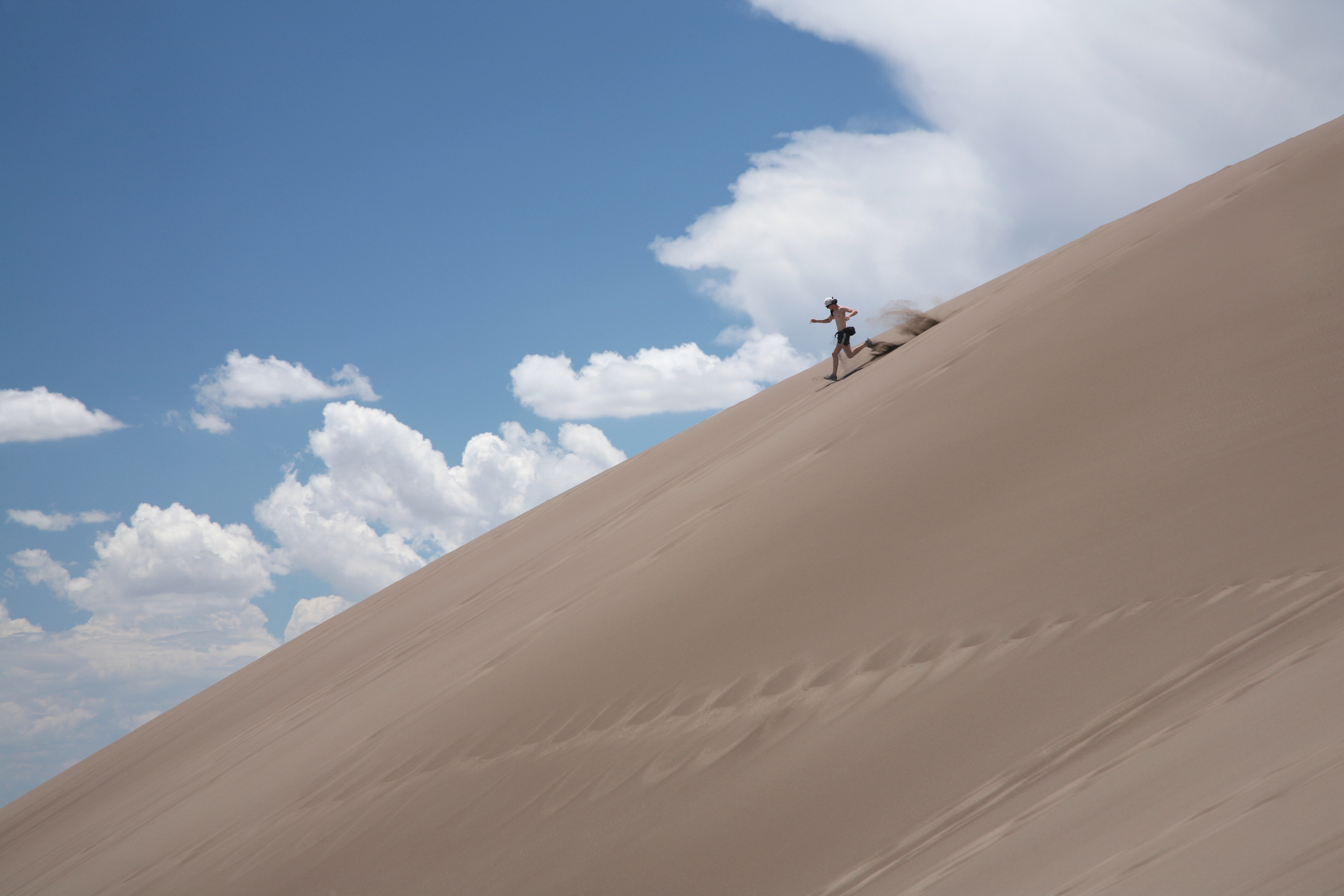
Um turista desce uma duna no Parque Nacional Great Sand Dunes.

A motivação é o que explica por que pessoas ou animais iniciam, continuam ou terminam um certo comportamento em um momento determinado. Os estados motivacionais são comumente entendidos como forças atuantes dentro do agente que criam uma disposição para se envolver em um comportamento direcionado a um objetivo. Frequentemente, afirma-se que diferentes estados mentais competem entre si e que apenas o estado mais forte determina o comportamento. Isto significa que podemos ser motivados a fazer algo sem realmente fazê-lo. O estado mental paradigmático que proporciona motivação é o desejo. Mas vários outros estados, como crenças sobre o que se deve fazer ou intenções, também podem proporcionar motivação.
Várias teorias concorrentes foram propostas sobre o conteúdo dos estados motivacionais. Elas são conhecidas como teorias de conteúdo e visam a descrever quais objetivos geralmente ou sempre motivam as pessoas. A hierarquia de necessidades de Abraham Maslow e a teoria ERG, por exemplo, postulam que os seres humanos têm certas necessidades, que são responsáveis pela motivação. Algumas dessas necessidades, como a de comida e água, são mais básicas do que outras necessidades, como a de respeito por parte dos outros. Nesta visão, as necessidades superiores só podem proporcionar motivação uma vez que as necessidades inferiores forem satisfeitas. As teorias behavioristas tentam explicar o comportamento apenas em termos da relação entre a situação e o comportamento externo e observável, sem referência explícita a estados mentais conscientes.
A motivação pode ser intrínseca, se a atividade for desejada porque é intrinsecamente interessante ou agradável, ou extrínseca, se o objetivo do agente é uma recompensa externa distinta da própria atividade. Argumentou-se que a motivação intrínseca tem resultados mais benéficos do que a motivação extrínseca. Os estados motivacionais também podem ser categorizados de acordo com se o agente está plenamente consciente do motivo pelo qual ele age da maneira como age ou não, denominado motivação consciente e inconsciente. A motivação está intimamente relacionada à racionalidade prática. Uma ideia central neste campo é que devemos estar motivados para realizar uma ação se acreditamos que devemos realizá-la. O não cumprimento deste requisito resulta em casos de irracionalidade, conhecidos como akrasia ou fraqueza da vontade, nos quais há uma discrepância entre nossas crenças sobre o que devemos fazer e nossas ações.
A pesquisa sobre motivação tem sido empregada em vários campos. No campo dos negócios, uma questão central diz respeito à motivação no trabalho, por exemplo, quais medidas um empregador pode usar para garantir que seus funcionários estejam motivados. A motivação também é de particular interesse para os psicólogos educacionais devido ao seu papel crucial na aprendizagem dos alunos. Nesta área, foi prestada especial atenção aos efeitos da motivação intrínseca e extrínseca.

## Definição
A motivação (do Latim movere, mover) é geralmente definida como o que explica por que pessoas ou animais iniciam, continuam ou terminam um certo comportamento em um momento determinado. Neste sentido, "[o] estudo da motivação comporta a busca de princípios (gerais) que nos auxiliem a compreender a razão pela qual os seres humanos e animais, em determinadas situações específicas escolhem, iniciam e mantém determinadas ações". Os estados motivacionais vêm em vários graus de força. Quanto maior o grau, mais provável é que o estado influencie o comportamento. Isso está frequentemente ligado a forças atuantes dentro do agente que resultam em um comportamento direcionado a um objetivo. Um problema em definir a motivação em termos de forças internas é que é muito difícil medí-las, razão pela qual os teóricos de mentalidade empírica frequentemente preferem definições que estão mais intimamente ligadas ao comportamento observável. Uma abordagem é definir a motivação em termos da flexibilidade do comportamento do animal. Essa flexibilidade envolve um comportamento direcionado a um objetivo que muda à medida que o animal aprende através de novas experiências. Os ratos, por exemplo, podem aprender a atravessar labirintos complicados a fim de satisfazer sua fome. O comportamento alimentar das moscas, por outro lado, não é flexível neste sentido. Nesta visão, temos justificação para atribuir estados motivacionais aos ratos, mas não às moscas. Mas argumentou-se que há casos de motivação sem comportamento flexível. Uma pessoa totalmente paralisada, por exemplo, ainda poderia ter motivação, apesar de ser incapaz de se envolver em comportamento. Isto significa que a flexibilidade ainda pode ser uma marca suficiente, mas não necessária, de motivação. Algumas definições enfatizam a continuidade entre motivação humana e animal, mas outras estabelecem uma distinção clara entre as duas. Muitas vezes, isso é motivado pela ideia de que os agentes humanos agem por razões e se comprometem com as intenções que formam, enquanto os animais apenas seguem seu desejo mais forte.  As definições causalistas enfatizam a relação causal entre a motivação e o comportamento resultante. As definições não causalistas, por outro lado, sustentam que a motivação explica o comportamento de uma forma não causal.

## Motivação e estados mentais
Os behavioristas tentaram explicar a motivação apenas em termos da relação entre a situação e o comportamento externo observável. Mas a mesma entidade frequentemente se comporta de maneira diferente, apesar de estar na mesma situação que antes. Isto sugere que a explicação precisa fazer referência aos estados internos da entidade que medeiam o vínculo entre estímulo e resposta. Entre estes estados internos, psicólogos e filósofos estão mais interessados nos estados mentais. O estado mental paradigmático que proporciona motivação é o desejo. Mas foi argumentado que vários outros estados, como crenças sobre o que se deve fazer ou intenções, também podem proporcionar motivação.
Uma distinção importante é entre estados que proporcionam motivação sempre que estão presentes, às vezes chamados de "atitudes essencialmente constitutivas de motivação" (essentially motivation-constituting attitudes), enquanto outros estados proporcionam motivação contingente e a certas circunstâncias ou outros estados. Foi argumentado que um desejo de realizar uma ação, um chamado desejo de ação (action-desire), sempre proporciona motivação. Esse é o caso mesmo se o agente decidir não executar a ação porque há outros problemas mais urgentes. Uma crença instrumental sobre como alcançar um objetivo determinado, por outro lado, proporciona motivação dependente do fato de o agente atualmente ter este objetivo. Podemos desejar muitas coisas além de ações, como que nossa equipa de futebol favorita ganhe sua próxima partida ou que a paz mundial seja estabelecida. Se estes desejos proporcionam motivação depende, entre outras coisas, se o agente tem a capacidade de contribuir para sua realização. Enquanto alguns teóricos aceitam a ideia de que o desejo é essencial para a motivação, outros argumentaram que podemos agir mesmo sem desejos. Em vez disso, a motivação pode ser baseada, por exemplo, na deliberação racional. Nesta visão, ir para um tratamento endodôntico doloroso é, na maioria dos casos, motivado pela deliberação e não pelo desejo de fazê-lo. Portanto, o desejo pode não ser essencial para a motivação. Mas os opositores da tese de que há motivação sem desejo podem rejeitar a análise de tais exemplos. Em vez disso, podem argumentar que ir para o tratamento endodôntico é desejado em algum sentido, mesmo que haja também um desejo muito vívido presente contra fazê-lo.
Outra distinção importante é entre desejos ocorrentes e parados (occurrent and standing desires). Os desejos ocorrentes são conscientes ou causalmente ativos, em contraste com os desejos parados, que existem em algum lugar no fundo da mente. Se Dhanvi está ocupada convencendo sua amiga a fazer caminhadas neste fim de semana, por exemplo, então seu desejo de fazer caminhadas é ocorrente. Mas muitos de seus outros desejos, como vender seu carro velho ou falar com seu chefe sobre uma promoção, estão apenas parados durante esta conversa. Somente os desejos ocorrentes podem atuar como fontes de motivação. Mas nem todos os desejos ocorrentes são conscientes. Isto deixa em aberto a possibilidade de motivação inconsciente.

### Força de desejo e ação
Alguns teóricos, muitas vezes de tradição humeana, negam que outros estados além dos desejos possam nos motivar. Quando tal visão é combinada com a ideia de que os desejos vêm em graus, pode naturalmente levar à tese de que sempre seguimos nosso desejo mais forte. Esta teoria pode ser modificada da maneira que sempre seguimos o curso de ação com a maior força resultante de motivação. Isto explica os casos em que vários desejos mais fracos recomendam o mesmo curso de ação e, juntos, superam o desejo mais forte. Vários tipos de objeções foram levantadas contra esta tese. Alguns baseiam seus argumentos na suposição de que temos livre arbítrio, o que significa que depende do agente o que fazemos. A partir desta posição, é natural rejeitar um ponto de vista que permite que o comportamento seja determinado pelos desejos e não pelo agente. Outros apontam para contraexemplos, como quando o agente age por um senso de dever, embora ele tem um desejo muito mais forte de fazer outra coisa. Uma linha de argumentação sustenta que há uma diferença importante entre a motivação baseada em um desejo e uma intenção de agir: uma intenção envolve algum tipo de compromisso ou identificação com o curso de ação pretendido. Isto ocorre por parte do agente e não está presente nos desejos regulares. Esta abordagem pode ser combinada com a visão de que os desejos de alguma forma contribuem para a formação de intenções com base em sua força. Foi argumentado que esta distinção é importante para a diferença entre a agência humana e o comportamento animal. Nesta visão, os animais seguem automaticamente seu desejo mais forte, enquanto os agentes humanos agem de acordo com sua intenção, que pode ou não coincidir com seu desejo mais forte.

## Motivação e necessidades

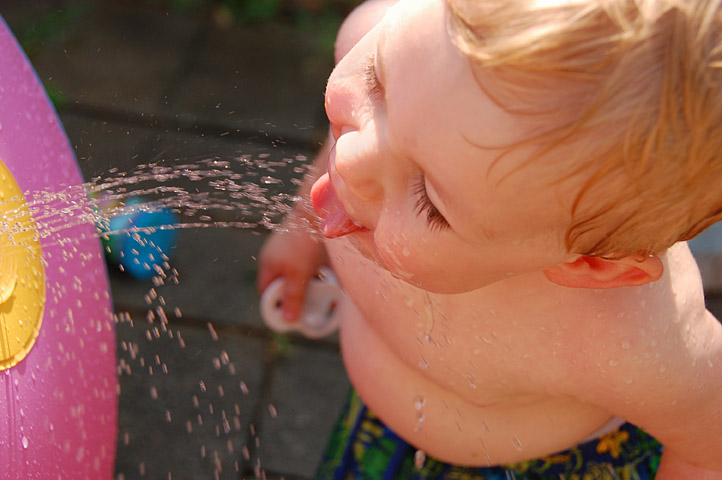
O conforto térmico e manutenção da temperatura interna são os determinantes fisiológicos de controle do comportamento

Os motivos humanos baseiam-se em necessidades, sentidas consciente ou inconscientemente. Algumas são necessidades primárias, como as exigências fisiológicas de água, ar, alimento, sono e abrigo. Outras podem ser consideradas secundárias, como as de autoestima, status, afiliação com outras pessoas, afeto, entrega, realização e autoafirmação. Como se pode ver facilmente, essas necessidades variam em intensidade e com o tempo, de um indivíduo para outro. Os eventos que nos causam o estado de motivação são os chamados incentivos. 

### Necessidades primárias e secundárias
Henry Murray descreveu dois tipos de necessidades: as necessidades primárias, fisiológicas, e as secundárias, aprendidas no decorrer da vida, de acordo com estruturas físicas, sociais e culturais do ambiente. As necessidades secundárias são definidas apenas pelo fim a que elas se direcionam e não por características superficiais do comportamento observável. Correspondente às necessidades, que são internas, Murray postula a existência de uma pressão do lado do ambiente ou da situação: é a atração ou repulsa geradas pelo ambiente no indivíduo. De uma maneira fenomenológica ele diferencia dois tipos de pressão: a pressão alfa é a exercida objetivamente pela situação, pressão beta é a exercida pela situação tal qual o indivíduo a percebe. Por dar às necessidades secundárias (muitas vezes chamadas de motivos) um caráter disposicional, a teoria de Murray faz ponte entre a psicologia da personalidade e a motivação.

### Teoria das necessidades adquiridas
Segundo o autor McClelland, as pessoas podem possuir três tipos de necessidades: de realização, de afiliação e de poder. Todos os indivíduos possuem essas necessidades, porém, em intensidades diferentes.
A necessidade de realização de acordo com McClelland, está relacionada ao desejo de atingir objetivos; nesse caso, o indivíduo possui uma maior tendência a assumir situações de risco moderado, pois, acreditam que suas habilidades serão suficientes para obterem êxito nessas situações. Normalmente evitam situações de baixo risco por considerarem com capacidades muito superiores em relação às exigidas e ao mesmo tempo evitam situações de muito alto risco, pois, consideram que possuem menos chance de sucesso. Uma das principais características das pessoas que possuem essa necessidade de realização é que normalmente gostam de trabalhar sozinhas.
A necessidade de afiliação está intimamente ligada ao desejo profundo de estabelecer relações afetivas com os outros indivíduos, ou seja, se sentir querido e aceito por todos. As pessoas que possuem essa necessidade normalmente gostam de trabalhar interagindo com as demais pessoas.
A necessidade de poder, para McClelland, está relacionada ao desejo de controle e de influência em relação aos outros indivíduos. Essas pessoas procuram sempre se destacar e causar impacto. Normalmente estão mais propensas a correr riscos e em caso de sucesso querem visibilidade a fim de impressionar. São características marcantes de pessoas que gostam de liderança, querem mostrar status e prestígio.
Volume considerável de pesquisas tem havido sobre a necessidade de realização a esses três tipos de necessidades, e McClelland e seus colegas têm feito pesquisas substanciais,especialmente sobre métodos para testar pessoas com relação. A pesquisa sobre a necessidade de realização tem sido digna de nota, e é frequentemente utilizada por psicólogos como protótipo de como o conhecimento deve ser pesquisado e descoberto nas ciências do comportamento.
É de extrema importância considerar o grau de cada uma dessas necessidades que cada indivíduo possui, a fim de que, ele se mantenha constantemente motivado. Cada indivíduo possui necessidades específicas e cabe a gestão de pessoas reconhecê-las, pois, somente desta forma, ele se sentirá mais satisfeito para desempenhar seu papel nas organizações.

## Teorias de conteúdo
Várias teorias concorrentes foram propostas sobre o conteúdo dos estados motivacionais. Elas são conhecidas como teorias de conteúdo e visam descrever quais objetivos geralmente ou sempre motivam as pessoas.

### Hierarquia de necessidades de Maslow

A hierarquia de necessidades de Maslow

Abraham Maslow, psicólogo humanista, propôs uma classificação diferente das necessidades. Para ele há cinco tipos de necessidades: necessidades fisiológicas, necessidades de segurança íntima (física e psíquica), necessidades de amor e relacionamentos (participação), as necessidades de estima (autoconfiança) e necessidades de autorrealização. Essa nova classificação permitiu uma nova visão sobre o comportamento humano, que não busca apenas saciar necessidades físicas, mas crescer e se desenvolver.
Maslow organizou as necessidades em uma pirâmide, colocando em sua base as necessidades mais primitivas e básicas. O autor descreve uma diferença qualitativa entre as necessidades básicas e mais elevadas: as primeiras são necessidades defectivas ou deficitárias, ou seja, baseadas na falta e devem, assim, ser saciadas para evitar um estado indesejável, enquanto as necessidades dos níveis mais altos da pirâmide são necessidades de crescimento. Estas necessidades não buscam ser saciadas para se evitar algo indesejável, mas para se alcançar algo mais desejável.
A organização piramidal das necessidades implica, em primeiro lugar, que as necessidades mais embaixo são mais primitivas e urgentes do que as mais de cima; ao mesmo tempo, à medida que sobem na hierarquia as necessidades tornam-se menos animalescas (mais distantes do instinto) e mais humanas (mais próximas da razão). Assim, ao mesmo tempo em que é desejável atingir os níveis mais altos da pirâmide, as necessidades mais básicas são mais poderosas. Somente quando necessidades mais básicas estão saciadas - total ou parcialmente - torna-se possível partir para o próximo nível - ou melhor, o próximo nível se torna perceptível.

#### Teoria X e Y de Mc Gregor
Outra visão da natureza das pessoas foi expressada em dois conjuntos de hipóteses desenvolvimentos por Mc Gregor, e comumente conhecidos como Teoria X e Teoria Y.Como essas hipóteses geraram grande interesse nos círculos administrativos, elas são aqui detalhadamente. Mc Gregor dramatizou expressamente a questão do fator humano através do uso dos dois conjuntos de hipóteses, Teoria X e Teoria Y. A administração,disse ele, deve começar  com a questão básica da percepção que os administradores têm de sua relação com outras pessoas.Isto exige que se reflita sobre a percepção da natureza humana.
Essa teoria surgiu a partir da prática norte-americana, em que o autor apresenta a associação negativa entre o homem e o trabalho. A teoria X possui três princípios básicos:
- aversão do homem ao trabalho;
- necessidade de controle e punição, para cumprir os objetivos;
- esquiva-se das responsabilidades, pois o funcionário está interessado em ganhos financeiros e pessoais;

A gestão pautada na teoria de Mc Gregor diverge da teoria de Maslow, pois ignora os estudos da teoria das necessidades em que a motivação é dada hierarquicamente.
Na teoria X o homem é considerado estático por ele próprio ser desmotivado, e somente quando é supervisionado se esforça para atingir os objetivos.
Alguns administradores possuem outro ponto de vista, o que o autor Mc Gregor nomeou de Teoria Y, nesta teoria os problemas motivacionais possuem caráter gerencial. A teoria Y possui três princípios:
- a fonte de satisfação ou punição depende do contexto;
- o funcionário está disposto a enfrentar  as responsabilidades, aprender, autogerenciar;
- colocar em prática suas ideias e habilidades.

#### Teoria de campo
O psicólogo da gestalt Kurt Lewin foi um dos primeiros teóricos a propor que o comportamento humano é uma função da pessoa e do ambiente. Segundo Lewin, o fim ou objetivo de um comportamento possui para a pessoa uma determinada valência ou caráter de apelo (al. Aufforderungscharakter), que desenvolve a partir da tensão interna gerada por uma necessidade e de qualidades do objeto ou da atividade ligadas a esse fim. Esse sistema de forças pode ser representado por vetores correspondentes à força de atração ou repulsa que determinados objetos do ambiente ou atividades têm para o indivíduo. Baseando-se nas diferentes forças que podem agir sobre o indivíduo, Lewin desenvolveu uma taxonomia de conflitos, que influenciou fortemente a pesquisa posterior, e formulou a primeira teoria do produto-valor-expectativa (ver abaixo).

### Teoria bifatorial de Herzberg, Mausner e Snyderman
Essa teoria foi criada levando em consideração o que as pessoas almejavam obter de retorno com o seu trabalho, analisando nesse contexto o que as faziam se sentir bem e mal. Os autores separaram a partir da relação dessas informações, os fatores que levavam as pessoas à insatisfação e à satisfação.
Foi evidenciado que aqueles fatores que levam à satisfação, estão localizados intrinsecamente nas pessoas ou nas atividades realizadas. Enquanto que os que se relacionam à insatisfação, são desenvolvidos externamente ás pessoas, como a política e a administração da organização, o modo como acontece a supervisão, as condições no ambiente de trabalho, os relacionamentos internos, e as formas de recompensas e benefícios oferecidos.
A Teoria da Motivação Fatorial foi desenvolvida tendo como base o princípio de que existem dois fatores que variam de forma independente. São eles, os fatores higiênicos e os motivadores. O primeiro, diz respeito aos fatores externos e extrínsecos ao trabalho, que são variáveis quanto à insatisfação e a não insatisfação. E o segundo, se refere aos fatores internos e intrínsecos ao trabalho, que se alternam entre as classes de satisfação e não satisfação.
Foi concluído que o contrário de satisfação não é insatisfação, mas sim a não satisfação, e o oposto da mesma forma, o contrário de insatisfação não é satisfação, mas a não insatisfação. O que quer dizer que os diversos fatores externos citados acima, não são considerados como ferramentas para motivar e satisfazer as pessoas no ambiente de trabalho, mas devem considerados como importante objeto de estudo para os gestores evitarem a insatisfação no trabalho, o que levaria á baixa produtividade. Porém, fatores internos como realização pessoal, reconhecimento do trabalho, estrutura do cargo e das atividades, têm a capacidade de satisfazer e motivar.
Os fatores internos por sua vez, são considerados por Kanfer (1992), pouco controláveis, o que dificultaria na reorientação da motivação das pessoas. Para ele, essa teoria assim como outras que são baseadas nas necessidades, são de difícil ação, por mais que se compreendam as causas que interferem na motivação humana, o entendimento seria insuficiente para orientar as ações.

### Behaviorismo
B. F. Skinner, outro grande expoente do behaviorismo propôs um modelo da motivação baseado somente no condicionamento, sem recurso ao conceito de pulsão. Segundo ele, a frequência de um comportamento é determinada por suas consequências: um comportamento que traz consequências positivas será repetido com mais frequência e outro que traz consequências negativas será mostrado mais raramente. Maiores detalhes sobre esses processos no artigo "condicionamento operante". Apesar de o sistema de Skinner ser empiricamente comprovado e ser amplamente utilizado em pedagogia e psicoterapia, ele é muitas vezes criticado por não explicar toda a gama do comportamento humano e desprezar completamente a parte emocional-cognitiva da mente humana. O próprio Skinner se esforçou em provar o erro dessas críticas.

## Tipos de motivação

### Intrínseca e extrínseca
Outro conceito que influenciou o estudo da motivação foi a diferenciação entre motivação intrínseca e extrínseca. Enquanto a primeira refere-se à motivação gerada por necessidades e motivos da pessoa, a motivação extrínseca refere-se à motivação gerada por processos de reforço e punição (ver condicionamento operante). No entanto é falso dizer que a motivação extrínseca é fruto da ação do ambiente e a intrínseca da pessoa, porque, como se verá, a motivação é sempre fruto de uma interação entre a pessoa e o ambiente. Importante também é observar que os dois tipos de motivação podem aparecer mesclados, como, por exemplo, quando a pessoa estuda um tema que a interessa (motivação intrínseca) e consegue com isso uma boa nota (reforço: motivação extrínseca). Outro aspecto da relação entre motivação intrínseca e reforço é o chamado efeito de superjustificação ou de corrupção da motivação. Sob esse nome entende-se o fenômeno de que a motivação intrínseca do indivíduo em determinadas situações diminui, em que ele é recompensado pelo comportamento apresentado. Em um experimento clássico, Lepper e seus colaboradores (1973) dividiram um grupo de crianças em três grupos menores: cada um dos grupos recebeu a tarefa de desenhar com canetas coloridas; o primeiro grupo foi informado de que ganhariam um brinde de reconhecimento pelo trabalho, o segundo recebeu um brinde surpresa, sem ter sido informado e o terceiro não recebeu nada. Os autores observaram que todas as crianças desenharam com as canetas - atividade apreciada pelas crianças - mas as crianças a quem havia sido prometido um brinde desenharam muito menos e com menos entusiasmo do que as outras, o que os levou à conclusão de que a promessa de uma recompensa pelo trabalho diminuiu a motivação intrínseca das crianças em fazer algo que elas gostam.

### Impulso e atração
A motivação pode ser analisada a partir de duas perspectivas diferentes: como impulso e como atração. Ver o processo motivacional como impulso significa dizer que instintos e pulsões são as forças propulsoras da ação. Assim, necessidades internas geram no indivíduo uma tensão que exige ser resolvida. Exemplo desse tipo de motivação é a fome: a necessidade de alimento gera a fome que exige uma resolução através do comer. Apesar de importantes teorias da motivação, como a de Freud e a de Hull, basearem-se nessa perspectiva e de ela explicar muitos fenômenos do comportamento, suas limitações são patentes: a fome em si, para manter-se o exemplo, não determina se o indivíduo vai escolher comer arroz com feijão ou carne; outras forças estão em jogo aí: o ambiente. E outras formas de comportamento mais complexas, como o jejum ou ainda o desejo de aprender, entre tantos outros, não se deixam explicar simplesmente pela resolução de tensões internas. No caso do aprendizado, por exemplo, o objetivo se encontra num estado futuro, em que o indivíduo possui determinado saber. Esse estado final como que atrai o indivíduo - a motivação como atração, como força que puxa, atrai. Não se pode negar que ambas as perspectivas se complementam e ajudam a explicar a complexidade do comportamento humano; no entanto, devido às suas limitações para esclarecer comportamentos mais complexos, grande parte da pesquisa científica atual se desenvolve no âmbito da motivação como atração.
Uma compreensão da motivação como força atratora não pode deixar de levar em conta as preferências individuais, uma vez que diferentes pessoas veem diferentes objetivos como mais ou menos desejáveis. Um mesmo objetivo pode ser buscado por diferentes pessoas por diferentes razões: uma deseja mostrar seu desempenho, outra anseia ter influência sobre outras pessoas (poder), etc. A essas preferências relativamente estáveis no tempo dá-se o nome de motivos.

#### Instintos e pulsões
Como se viu acima, as primeiras teorias da motivação consideram a ação humana como movida por forças interiores que desencadeiam reações automáticas (instintos) ou que geram uma tensão interna que precisa ser descarregada (pulsões). Em psicologia as teorias sobre os instintos, como a de McDougall, têm sobretudo um significado histórico. Essa teoria é sobretudo interessante por sugerir uma ligação entre instintos, emoções e motivação.
Provavelmente a teoria das pulsões mais conhecida e mais influente é a teoria psicanalítica de Sigmund Freud. Segundo ela o ser humano possui duas pulsões básicas, eros (pulsão de vida, sexual) e tânatos (pulsão de morte, agressiva). Essas pulsões, originadas da estrutura biológica do homem, são a fonte de toda a energia psíquica; essa energia se concentra no indivíduo, gerando tensão e exigindo ser descarregada. Com a função de dirigir o descarregamento dessa energia, o aparelho psíquico é dotado de três estruturas (id, ego e super ego) que regulam esse descarregamento de acordo com diferentes leis, de forma que diferentes tipos de comportamento podem servir à mesma função de descarregar a tensão gerada por essas duas pulsões básicas.

## Razões motivacionais e racionalidade
Razões motivacionais são razões práticas que um agente tem para favorecer um certo curso de ação. Eles contrastam com razões normativas, que determinam o que o agente deve fazer de um ponto de vista imparcial. Por exemplo, Jane sofre de hipertensão arterial, o que é uma razão normativa para não comer um grande pedaço de bolo de chocolate. O fato de ser delicioso, por outro lado, é a razão motivadora de Jane para comer uma porção de qualquer maneira. Podemos ter razões normativas sem estar cientes delas, o que não é o caso por razões motivacionais. É possível que os estados inconscientes afetem nosso comportamento de várias maneiras. Mas estes estados e seus conteúdos não são considerados razões motivacionais em tais casos. Entendido no sentido mais amplo, existem formas de motivação que não envolvem razões motivacionais. Uma segunda diferença é que as razões normativas são factivas, enquanto as razões motivacionais podem enganar o agente. Portanto, ter hipertensão arterial só pode ser uma razão normativa para Jane se ela realmente tem hipertensão arterial. Mas a delícia do bolo pode ser uma razão motivacional mesmo se o bolo não seja delicioso em absoluto. Neste caso, a motivação é baseada em uma falsa crença. Mas, idealmente, as razões motivacionais e as razões normativas coincidem: o agente é motivado por fatos que determinam o que ele deve fazer.
Uma questão intimamente relacionada diz respeito à relação entre o que acreditamos que devemos fazer, as chamadas dever-crenças (ought-beliefs), e o que estamos motivados a fazer ou realmente pretendemos fazer. O filósofo John Broome sustenta que essa relação está no centro da racionalidade enkrática: "A racionalidade exige de você que, se você acredita que deve fazer F, então você tem a intenção de fazer F". Ele pensa que o processo de raciocínio é responsável pelo ajuste de nossas intenções às nossas crenças. Os requisitos de racionalidade nem sempre são cumpridos, resultando em casos de irracionalidade. Diz-se que uma pessoa sofre de akrasia ou fraqueza da vontade se não conseguir satisfazer o requisito enkrático, ou seja, se ela faz algo diferente do que acredita que deve fazer. Um autor que acredita que deve trabalhar em seu novo livro, mas acaba assistindo TV, é um exemplo de um caso de akrasia. A acédia é um fenômeno intimamente relacionado, no qual o agente acredita que há algo importante a ser feito, mas não tem qualquer motivação para executar esta ação devido à apatia.

## Aplicações práticas

### Trabalho
Os cientistas definiram que a motivação é a energia que desperta e mantém os esforços até conseguirmos atingir um determinado objetivo.  As motivações se diferem, dadas as situações diferentes que o individuo vivencia, como no ambiente escolar, de trabalho, religiosa e dentre outras.
De acordo com Bergamini (2008), os incentivos monetários e de bens materiais satisfazem, apenas no instante em que ocorre a premiação, mas a satisfação das necessidades psicológicas é que realmente incentivam aos trabalhadores a atingirem maiores desempenhos e de forma duradoura.
Existem alguns pontos que precisam ser analisados para entender as reais motivações dos indivíduos.
Primeiramente, a empresa precisa entender por qual motivo o funcionário se candidatou a aquela vaga e naquela empresa. Em segundo lugar, o departamento de recursos humanos devem promover não apenas treinamentos, mas também recursos para que os supervisores consigam sempre manter os seus liderados motivados. E por último, é o fato de que as saídas e demissões de funcionários, também é uma forma inteligente de receber feedbacks e poder compreender diferentes maneiras de motivar os funcionários.

### Marketing
Existem alguns motivos que levam os consumidores ao ato de compra, são eles: motivos primários e seletivos, racionais e emocionais, de fidelidade ou de clientela, e a última classificação são conscientes e inconscientes.		
Os motivos primários são aqueles que por alguma necessidade física, as pessoas são levadas á procurar algum tipo de produto e serviço que satisfaça essa necessidade primária, como por exemplo, a fome leva a procura por algum tipo de alimento, já a escolha desse alimento por sua vez se dará pela motivação seletiva.
Os motivos racionais são impulsionados por fontes comprováveis e dados absolutos, como economia, capacidade e durabilidade. Enquanto que os motivos emocionais são aqueles que são ligados á valores pessoais e subjetivos.
Esses últimos motivos citados, racionais e emocionais, não acontecem sozinhos, as ações de compra também são motivadas muitas vezes pelos dois tipos de motivação mutuamente. Segundo a autora, as pessoas são ambíguas e o marketing usa desse artifício para atrair os compradores. Por exemplo, talvez um produto não seja tão atrativo no ponto de vista estético, mas contém ótimos atributos práticos, e vice-versa, por hora um produto não muito eficiente pode ser muito bonito e ser comprado pelo impulso da motivação emocional.
Ainda existem os motivos de clientela e fidelidade, que são gerenciados por fatores que levam as pessoas a serem fiéis a determinadas lojas ou marcas específicas. Essa fidelidade é movida pelos clientes gostarem do atendimento, dos produtos, das formas de pagamento, da localidade, e outras vantagens que eles acreditam encontrar na loja ou no produto.
O último tipo de motivos para compra são os motivos consciente e inconsciente, o consciente como diz a palavra é aquele em que o consumidor sabe o porque de estar comprando algo por meio de experiências já vividas, e o motivo inconsciente é aquele em que o subconsciente é o responsável por fazer a pessoa desejar ou não comprar alguma coisa.

#### Publicidade
Na psicologia da publicidade e do consumo, a escala de Maslow é vista em torno de oito desejos básicos em que se concentra o consumo. Os desejos durante toda a vida são específicos para cada faixa etária. Eles são os motivos para se trabalhar, ganhar dinheiro e consumir..
É universal a motivação dirigida para a satisfação de um desejo primário. Mas o número de anúncios que apelam para necessidades secundárias como qualidade, vantagem, economia, prestígio é muito maior..
O consumidor é motivado para:
1. Consumir alimentação e bebidas;
2. Conforto, casa e vestuário;
3. Liberação de ameaça e perigos;
4. Necessidade de ser superior, de possuir status;
5. Atração do sexo oposto;
6. Bem-estar da família;
7. Consideração social;
8. Vida longa e saúde.

#### Pesquisa motivacional
A pesquisa motivacional tem por objetivo identificar fatores que influenciam as pessoas escolherem entre os produtos no ato de compra. Segundo a autora Christiane Gade, nesse momento as pessoas agem emocionalmente de acordo com seus impulsos inconscientes.
Técnicas psicanalíticas desenvolvidas por um estudioso chamado Ernest Dichter constataram que alguns tipos de consumo que levam as pessoas a terem sentimentos de culpa devem ser identificados, para que esses produtos sejam abordados de forma diferente nas campanhas de marketing, para inibir as pessoas de se sentirem culpada ao consumir os mesmos.
Algumas táticas em campanhas publicitárias também podem ajudar a mascarar a culpa das pessoas ao consumirem produtos, como mostrar ao consumidor sentimentos de auto-gratificação, ou ambigüidades que remetem pensamentos do sentido erótico, analogias com o espírito aventureiro, podem ajudar a aumentar as vendas de determinados produtos.

### Técnicas especiais
Após examinarmos todas as teorias da motivação,podemos muito bem perguntar o que elas significam para os administradores.Quais são algumas das principais técnicas e ferramentas motivacionais que os administradores podem utilizar? Embora,como foi ressaltado, a motivação seja tão complexa e individualizada a ponto de não haver apenas uma resposta melhor e ideal,algumas das técnicas de motivação mais importantes podem ser identificadas.